# Alcione Milano SS
Alcione Milano Società Sportiva, zkráceně jen Alcione je italský fotbalový klub hrající v sezóně 2024/25 ve 3. italské fotbalové lize sídlící ve městě Milán v regionu Lombardie.
Klub vznikl v roce 1952 jako Società Sportiva Alcione. Více než 70 let klub hrál v amatérských soutěží. V sezoně 2020/21 hráli poprvé ve 4. lize, kterou za tři roky vyhráli a postoupili do 3. ligy. Jedná se o třetí klub v Miláně.

## Změny názvu klubu
- 1952/53 – 2007/08 − SS Alcione (Società Sportiva Alcione)
- 2008/09 – 2016/17 − ASD Alcione (Associazione Sportiva Dilettantistica Alcione)
- 2017/18 – 2023/24 − Alcione Milan SSD (Alcione Milano Società Sportiva Dilettantistica)
- 2024/25 − Alcione Milan SS (Alcione Milano Società Sportiva)

## Získané trofeje

### Vyhrané domácí soutěže
- 4. italská liga (1×)

2023/24

## Účast v ligách
| Úroveň soutěže | Název soutěže (nynější název) | První hraná sezona | Poslední hraná sezona | celkem odehraných sezon |
| -------------- | ----------------------------- | ------------------ | --------------------- | ----------------------- |
| 3              | Serie C                       | 2024/25            | 2024/25               | 1                       |
| 4              | Serie D                       | 2021/22            | 2023/24               | 3                       |
| 5              | Eccellenza                    | 2017/18            | 2020/21               | 4                       |